# Zborovice
Zborovice je obec ve Zlínském kraji v okrese Kroměříž. Žije zde přibližně 1 400 obyvatel.

## Historie
První písemná zmínka o obci je z roku 1276. Po výstavbě a otevření železniční trati Kroměříž–Hulín společností Kroměřížská dráha (která byla uvedena do provozu dne 28. 11. 1880) pokračovala, na popud cukrovaru ve Zborovicích, stavbou tratě Kroměříž–Zborovice, dnes v jízdním řádu označená číslem 305. Dráha do Zborovic byla slavnostně otevřena dne 23. 10. 1881 a následujícího dne byl zahájen provoz nákladní dopravy. Osobní doprava byla zahájena dne 1. 11. 1881.

### Vedení obce od r. 1850
Starostové Obecního úřadu Zborovice 1850 - 1945:
- 1851 – 1857 Tomáš Šamánek
- 1857 – 1863 Jiří Šopík
- 1863 – 1869 Pavel Jančík
- 1869 – 1881 Jan Adamíček
- 1881 – 1890 František Šamánek
- 1890 – 1900 František Drlík
- 1901 – 1919 František Lehkoživ
- 1919 – 1920 Josef  Harásek
- 1920 – 1932 Bedřich Šamánek
- 1932 – 1945 Josef  Švrčina

Předsedové MNV Zborovice 1945 - 1990:
- 1945 – Julius Kuba
- 1946 – František Krejčíř
- 1946 – 1947 - Josef  Švrčina
- 1947 – 1950 - Antonín Jura
- 1950 – 1952 - Alois Foltýn
- 1952 – 1956 - František Dusík
- 1956 – 1960 - Antonín Jura
- 1960 – 1970 - Jaroslav Spáčil
- 1970 – 1971 - Alois Kunc
- 1971 – 1981 - Vladimír Kyjovský
- 1981 – 1983 - Věra Vybíralová
- 1983 – 1990 - Josef Jablunka

Starostové  Obecního úřadu Zborovice 1990 - současnost
- 1990 – 2002 - Jaroslav Olšina
- 2002 – 2006 - Vítězslav Hanák
- 2006 – 2007 - Jaroslav Olšina
- 2007 – 2008 - Vladimír Řezáč
- 2009 – 2018 - Jaromír Kunc
- 2018 – dosud - Vítězslav Hanák

## Obyvatelstvo

### Struktura
Vývoj počtu obyvatel za celou obec i za její jednotlivé části uvádí tabulka níže, ve které se zobrazuje i příslušnost jednotlivých částí k obci či následné odtržení.
| Místní části   | Místní části   | 1869 | 1880 | 1890 | 1900 | 1910 | 1921 | 1930 | 1950 | 1961 | 1970 | 1980 | 1991 | 2001 | 2011 | 2018 | 2019 |
| -------------- | -------------- | ---- | ---- | ---- | ---- | ---- | ---- | ---- | ---- | ---- | ---- | ---- | ---- | ---- | ---- | ---- | ---- |
| Počet obyvatel | část Zborovice | 1183 | 1507 | 1593 | 1659 | 1860 | 1884 | 1790 | 1620 | 1764 | 1727 | 1603 | 1539 | 1614 | 1533 | 1497 | 1485 |
| Počet domů     | část Zborovice | 154  | 195  | 228  | 260  | 282  | 294  | 335  | 353  | 368  | 415  | 424  | 477  | 493  | 501  | -    | -    |

## Občanská vybavenost obce
- Mateřská škola, Sokolská 352
- Základní škola, Sokolská 211
- Praktický lékař pro děti a dorost – MUDr. Petr Hadraba, Hlavní 8
- Praktický lékař pro dospělé – MUDr. Petr Obr, Hlavní 8
- Zubní lékařka – MUDr. Zuzana Plesníková, Hlavní 8
- Chirurgická ambulance – MUDr. Vladimír Řezáč, Hlavní 8
- Místní knihovna Zborovice, Hlavní 12
- Pošta partner, Hlavní 7
- Jednota COOP TUTY, Hlavní 10
- Potraviny, smíšené zboží, večerka, Hlavní 7
- Maso, uzeniny ZD Vícov, Hlavní 7
- Stravování Krajan, Hlavní 69

- Hospoda U Přemka, Hlavní 43
- Hospůdka na hřišti, hřiště TJ Pilana Zborovice 95

### Zájmové spolky, sdružení
- SDH Zborovice, JPO III. – sbor dobrovolných hasičů Zborovice[5]
- SDH Medlov, JPO V – sbor dobrovolných hasičů Medlov
- Myslivecké sdružení Zborovice, Medlov
- TJ Pilana Zborovice[6]
- Český zahrádkářský svaz
- Český svaz včelařů
- Klub českých turistů[7]
- Šachový oddíl[8]

### Církve v obci
- Církev československá husitská[9]
- Římskokatolická farnost Zborovice[10]

## Osobnosti
- Julius Rauscher (4. 4. 1859 – 17. 3. 1929 Bratislava), český hudební skladatel a pedagog
- Alfons Bohumil Bébar, OSA (5. 5. 1881 – 26. 2. 1940 Domažlice), římskokatolický duchovní, člen augustiniánského řádu, převor kláštera v Domažlicích
- Miloš Zlámal (30. 12. 1924 – 22. 6. 1997, Brno), český matematik, profesor Vysokého učení Technického v Brně
- Josef Valerián (15.3.1925  – 27.3.2016 Nové Město na Moravě)
- Ing. arch. Blahoslav Adamík (25. 2. 1925 – 19. 1. 2008 Prostějov), architekt Prostějovska, Olomoucka
- prof. MUDr. Milan Šamánek, DrSc., F.E.S.C. (9. 5. 1931 – 29. 4. 2020 Praha), lékař, pediatr, dětský kardiolog, čestný občan Zborovic
- doc. PhDr. Arne Linka, CSc. (6. 2. 1938 – 6. 3. 1999 Brno), skladatel, hudební teoretik, pedagog

## Pamětihodnosti
- Zámek Zborovice
- Kostel svatého Bartoloměje

## Galerie

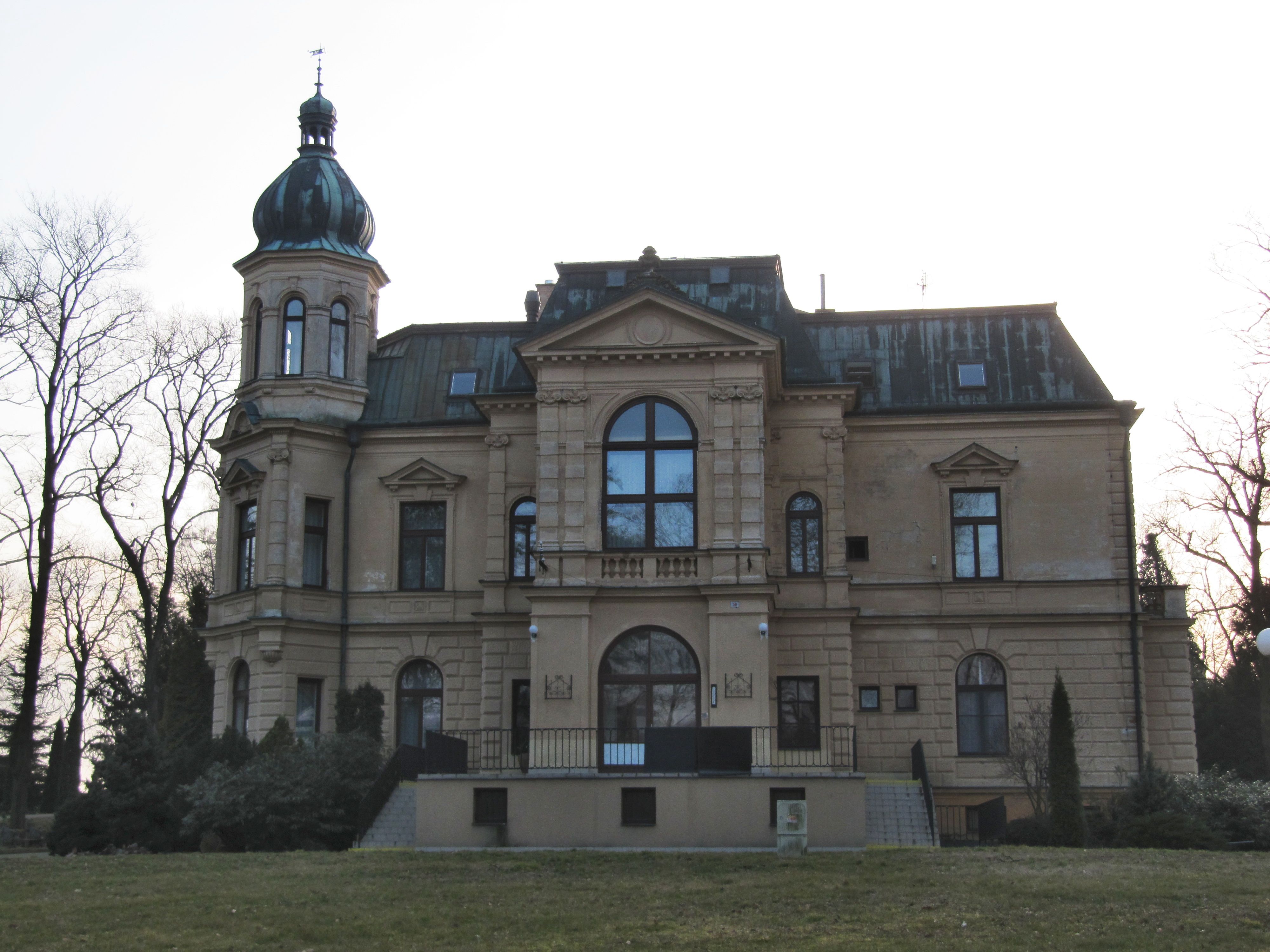
Nový zámek (Friessova vila), navržený architekty Fellner a Helmer
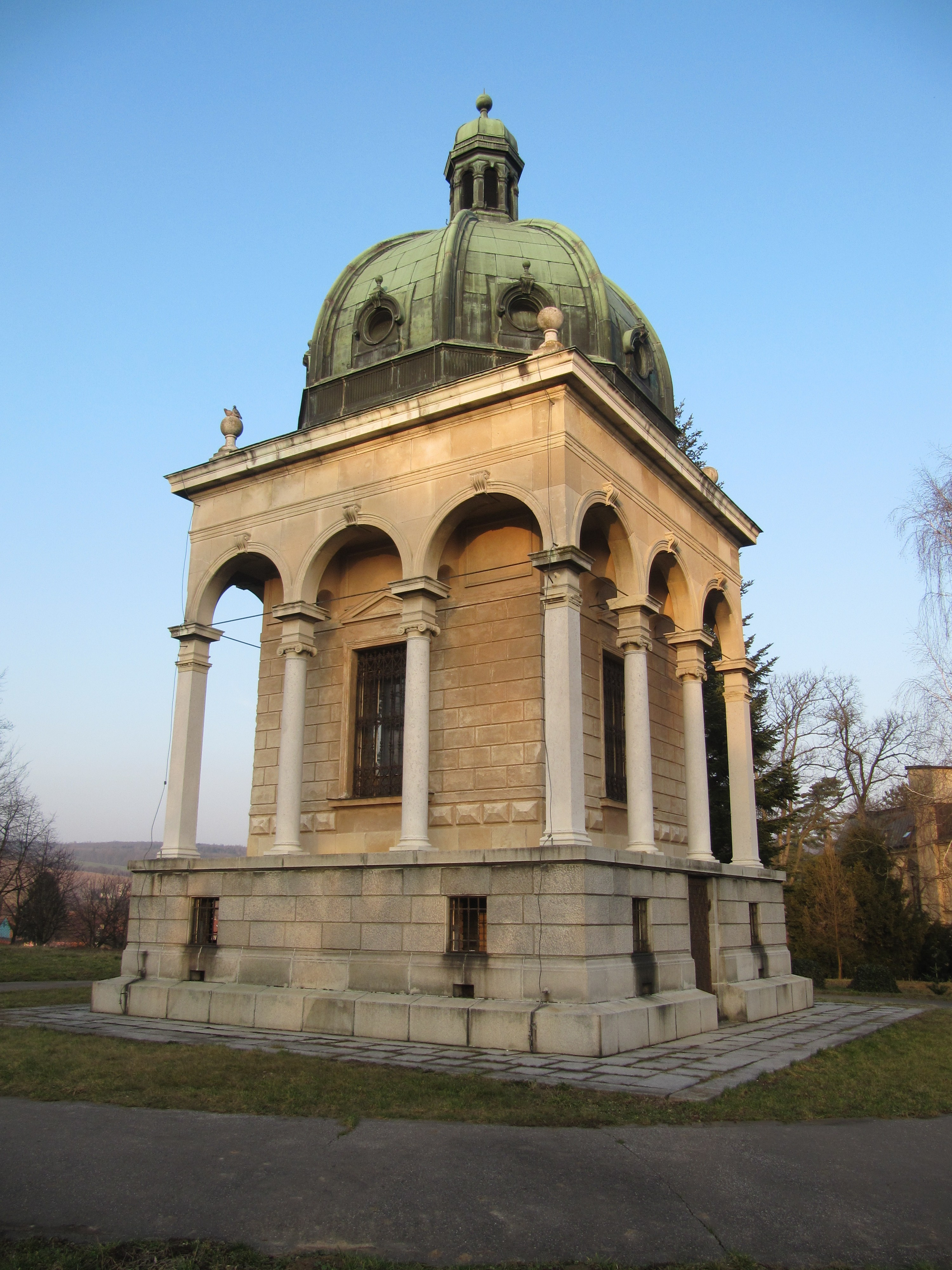
Hrobka rodiny Friessů, asi 100 m západně od nového zámku
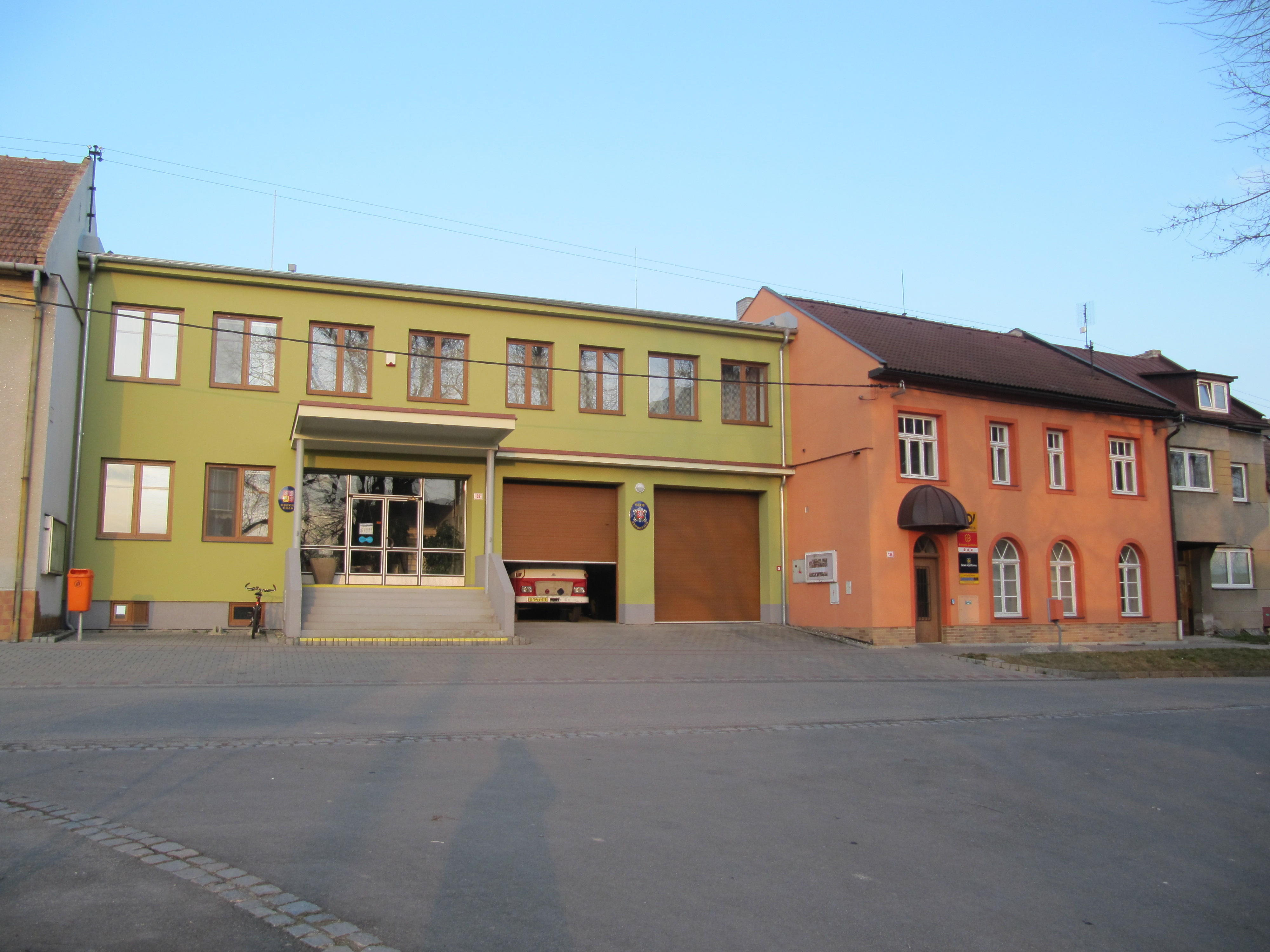
Obecní úřad
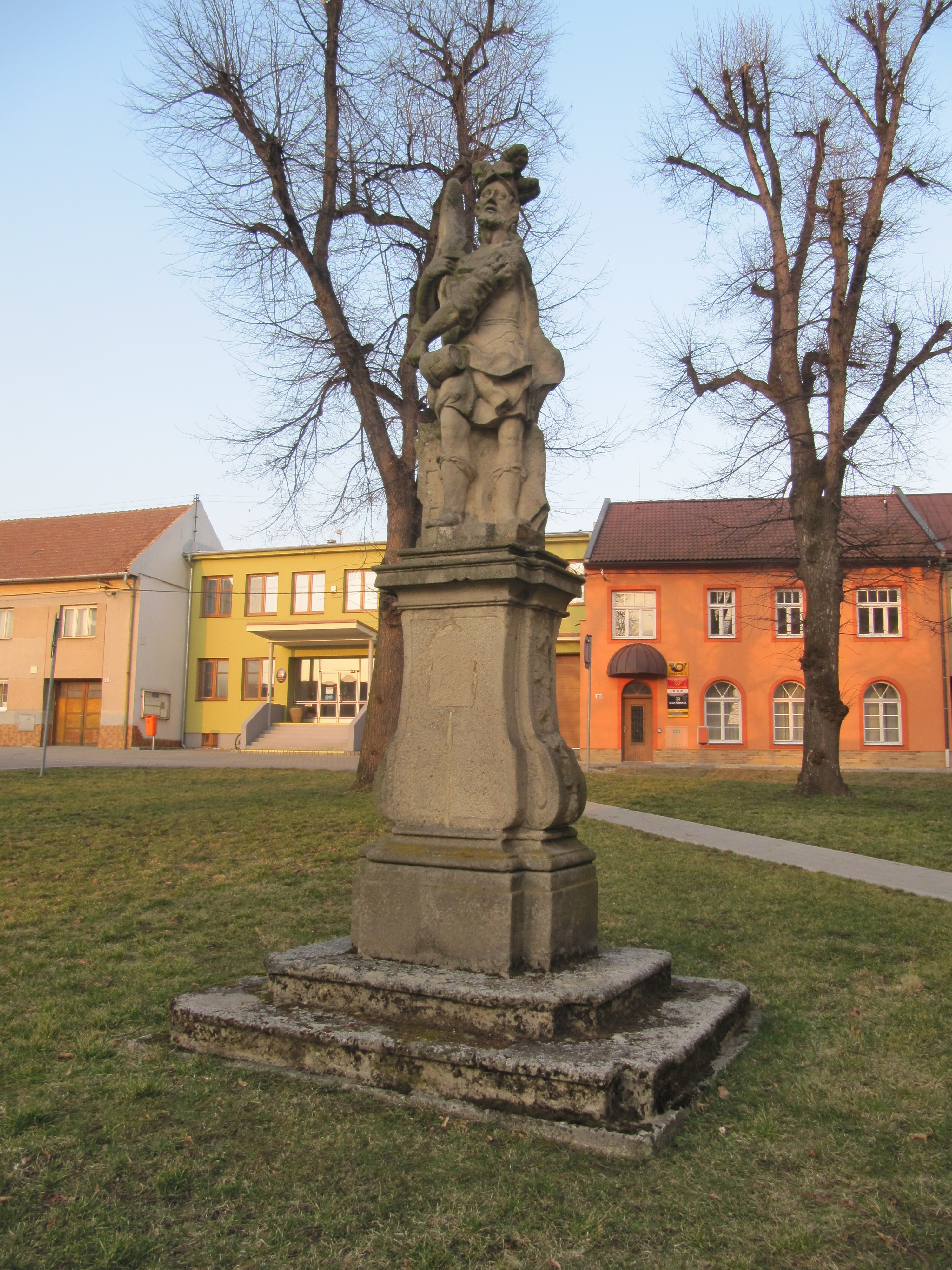
Socha sv. Floriána
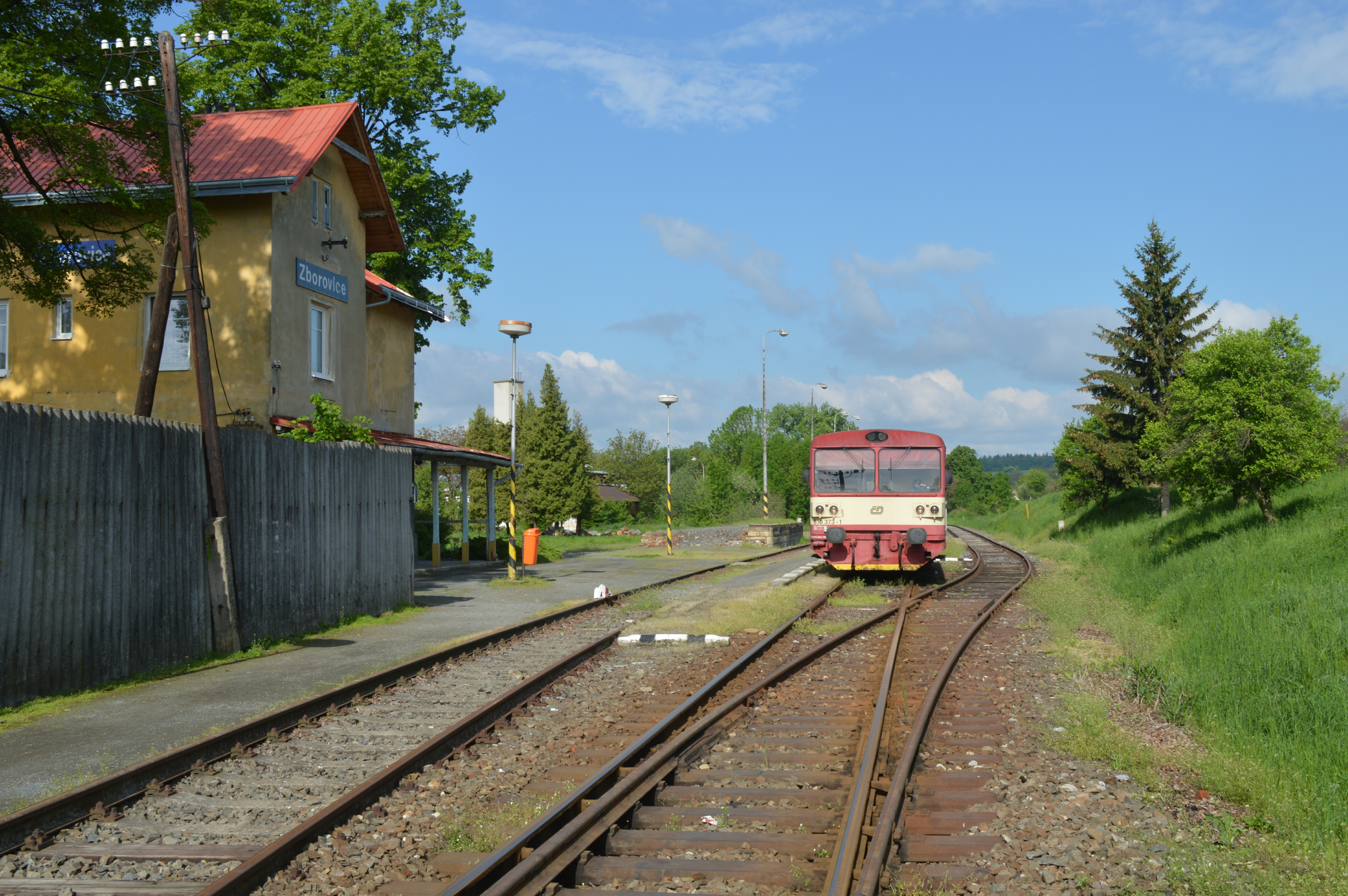
Nádraží, konečná stanice trati č. 305 Kroměříž–Zborovice

## Části obce
- Zborovice
- Medlov